# Сегментация (лингвистика)
Сегмента́ция в лингвистике — линейное членение речевого потока на составляющие отрезки, называемые сегментами. Сегменты противопоставляются накладывающимся на них нелинейным суперсегментным (сверхсегментным) единицам языка:
- просодическим элементам (долгота, тон, интонация, мелодика, ритм, интенсивность);
- показателям стыка сегментных единиц[3].

Иная классификация подразделяет суперсегментные единицы на суперсегментные фонемы (хронемы для долготы, тонемы для тона, фонемы стыка и др.) и суперсегментные морфемы (регулярно участвующие в выражении грамматических значений единицы).
Сегмент характеризуется воспроизводимостью в различных цепочках «без потери тождества». Результаты сегментации разных высказываний служат для выявления эмических (относящихся собственно к языку) единиц языка.

## Типы сегментации
Различаются две разновидности сегментации:
- на звуковом уровне — членение высказывания на звуковые отрезки различной протяжённости:
  - фонемы; такое членение возможно в том числе благодаря наличию случаев, когда звуковым обликом морфемы служит единственная фонема, к примеру /a/ в форме сестра, /k/ в слове горка в русском языке;
  - слоги (членение осуществляется на основании набора правил слогоделения, обращения к интуитивному слогоделению носителей или анализа степени связанности элементов речевой цепи);
  - слова (на основании наличия пограничных сигналов — фонем, характерных для краевых позиций, и возникающих исключительно на стыках фонемных сочетаний, а также признаков фонетической цельнооформленности слова: гармонии гласных, порядка следования звуков и т. д.);
  - синтагмы (по признаку наличия пауз между синтагмами, синтагматического ударения, особенностям мелодики и темпа конца синтагмы);
  - фразы (на основании просодических характеристик, в частности фразового ударения);
- на уровне значимых единиц (существует ряд процедур для доказательства того, что данная единица состоит из более мелких единиц, к примеру квадрат Гринберга).

Разграничению разновидностей соответствует понятие двойного членения, введённое А. Мартине.